# 小山市消防本部
小山市消防本部（おやまししょうぼうほんぶ）は、栃木県小山市の消防部局（消防本部）。管轄区域は小山市及び下都賀郡野木町全域。野木町は小山市に常備消防事務を委託している。

## 概要

### 本部
- 消防本部：小山市大字神鳥谷1700-2
- 管内面積：202.02km2
- 職員定数：190人
- 消防署1カ所、分署5カ所
- 主力機械(2024年3月現在)
  - 消防ポンプ自動車：4
  - 水槽付消防ポンプ自動車:7
  - 化学消防ポンプ自動車:2
  - 先端屈折式はしご付消防ポンプ自動車:1
  - 救助工作車:1
  - 資材運搬車:1
  - 大型水槽車:1
  - 高規格救急自動車:9
  - 消防活動二輪車:2
  - 指揮車:1
  - 指令車:1
  - 広報車:9
  - 査察車:2
  - 総務公用車:1
  - マイクロバス型支援車:1
  - 合計:45

### 旧本部（～2013年9月）
- 消防本部：小山市大字神鳥谷934

## 沿革
- 1985年4月1日　野木町の常備消防事務を受託し、業務を開始する。
- 2013年9月17日　消防本部を旧本部から南東に約1.5kmの大字神鳥谷1700-2に新築移転。
- 2023年4月1日　栃木県内では初となる特別消火隊を発足する。

## 組織
- 本部 - 総務課、予防課、通信指令課、危機管理課
- 消防署

## 消防署

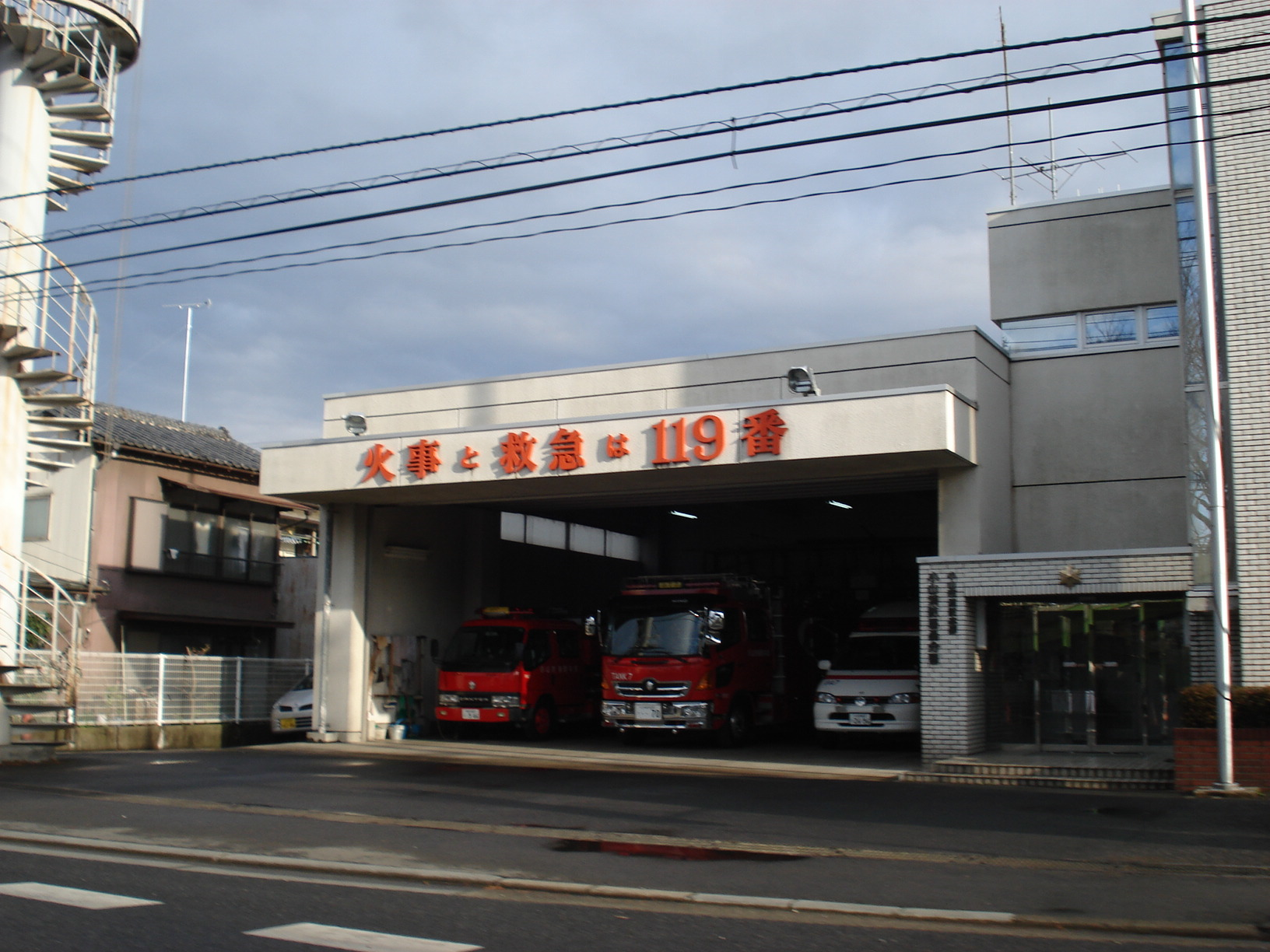
小山市消防署桑分署

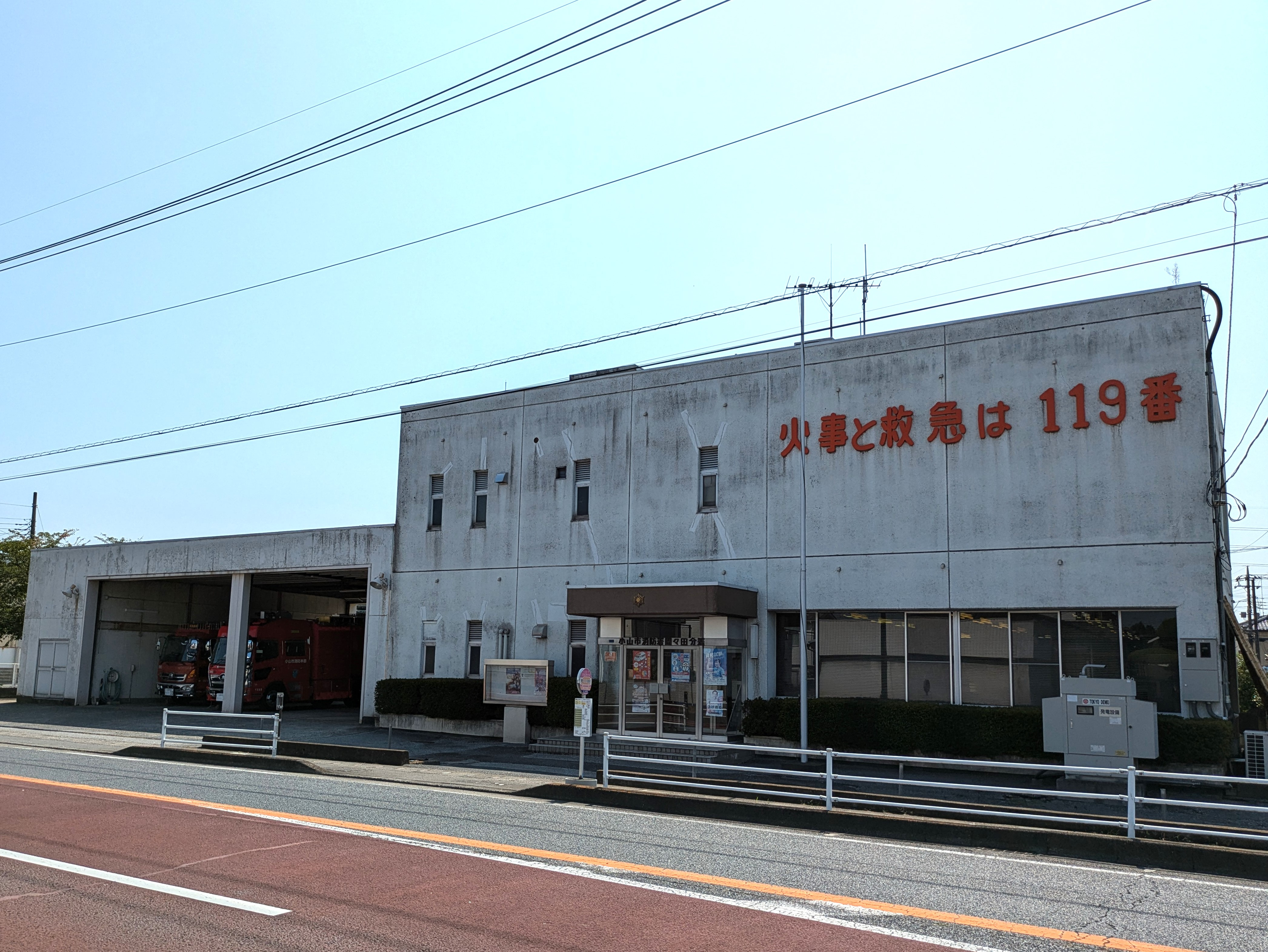
小山市消防署間々田分署

出典：
| 消防署       | 住所                   | 分署 | 分遣所               |
| ------------ | ---------------------- | --- | -------------------- |
| 小山市消防署 | 小山市大字神鳥谷1700-2 | 間々田：小山市乙女3-2-24 桑：小山市大字羽川139-2 豊田：小山市大字立木711-1 大谷：小山市犬塚3-24-4 野木：下都賀郡野木町大字丸林149 | 絹：小山市福良1105-1 |